# Neolophonotus vermiculatus
Neolophonotus vermiculatus är en tvåvingeart som beskrevs av Jason Gilbert Hayden Londt 1988. Neolophonotus vermiculatus ingår i släktet Neolophonotus och familjen rovflugor.
Artens utbredningsområde är Zimbabwe. Inga underarter finns listade i Catalogue of Life.